# Daryush Shokof
Daryush Shokof (en farsi داریوش شکوف ; Teherán, Irán, 25 de junio de 1954) es un pintor adscrito al maximalismo, director de cine, guionista, productor, director artístico, actor y filósofo iraní.

## Maximalismo
El maximalismo es una corriente artística que surge a finales del siglo XX y principios del siglo XXI, a diferencia del minimalismo donde menos es más, en el maximalismo más es más, siempre que exista una intención tanto del emisor como del receptor. Es un arte abarcativo donde se puede decidir en poner mucho o poco, lo importante es que cualquier objeto es material de la creación por esto también incluye al minimalismo dentro de su estructura. La música maximalista utiliza sonidos naturales o artificiales ya sea generados por instrumentos acústicos o electrónicos.
En una sociedad cargada de información y con todo a su alcance esta manifestación artística representa el pensamiento expansivo de las artes de comienzos de este milenio. "Todo es posible, aceptable, respetable; cada obra de arte conlleva un esfuerzo y por lo tanto una valoración del receptor, pero el punto de vista crítico solo depende de cada ser humano" este es el pensamiento de un artista impulsor del movimiento maximalista en Daryush Shokof‚, Argentina; Santiago Albornoz (músico y compositor maximalista).

## Filmografía
- 2000 Tenussian vacuvasco
- 2003 Venussian tabutasco
- 2004 A2Z
- 2006 Asudem
- 2007 Breathful
- 2009 Hitler,s Grave
- 2010 Iran Zendan
- 2011 Angie 100
- 2011 Closest Up
- 2012 Strange Stranger
- 2012 Wordlessness
- 2012 Flushers
- 2013 MOON and 8